# Joelia Jegorova
Joelia Pavlinovna Jegorova (Russisch: Юлия Павлиновна Егорова; geboortenaam: Бурдина; Boerdina) (28 juli 1924, Pavlovsk, Oblast Perm) was een Oekraïense basketbalspeelster die uitkwam voor het nationale team van de Sovjet-Unie. Ze werd Meester in de sport van de Sovjet-Unie in (1948) en Meester in de sport van de Sovjet-Unie, Internationale Klasse (1952). Ze is in de Sovjet-Unie geboren maar is na het uiteenvallen in Oekraïne blijven wonen.

## Carrière
Jegorova begon haar carrière in 1946 bij Dinamo Kiev, waarmee ze haar grootste successen behaalde. Met Dinamo won ze in 1949 het Landskampioenschap van de Sovjet-Unie en werd in 1950 tweede. In 1950 won ze de nationale beker, terwijl ze in 1949 de finale verloor. In 1952 verhuisde ze naar Nauka Kiev. In 1954 stopte ze met basketbal.
Met de Sovjet-Unie speelde Jegorova op het Europees Kampioenschap van 1950 en won een gouden medaille.

## Privé
Joelia was getrouwd met basketbalcoach Mirkijan Jegorov.

## Erelijst
- Landskampioen Sovjet-Unie: 1
  - Winnaar: 1949
  - Tweede: 1950
- Bekerwinnaar Sovjet-Unie: 1
  - Winnaar: 1950
  - Runner-up: 1949
- Europees Kampioenschap: 1
  - Goud: 1950